# Lepanthes atrata
Lepanthes atrata är en orkidéart som beskrevs av Endres och Carlyle August Luer. Lepanthes atrata ingår i släktet Lepanthes och familjen orkidéer.
Artens utbredningsområde är Costa Rica. Inga underarter finns listade i Catalogue of Life.